# الکس کریستنسن
الکس کریستنسن (به انگلیسی: Alex Christensen) (زاده ۷ آوریل ۱۹۶۷)دی‌جی ، آهنگساز ، خواننده ، تهیه‌کننده موسیقی آلمانی است.
او در مسابقه آواز یوروویژن ۲۰۰۹ نماینده آلمان بود.